# Mala Vida (localidad)
Mala Vida es una localidad peruana, ubicada en el distrito de Cristo Nos Valga, perteneciente a la provincia de Sechura, en el departamento de Piura, al norte del Perú.

## Demografía
En 2017 Mala Vida tenía una población de 795 habitantes.
| Gráfica de evolución demográfica de Mala Vida entre 1993 y 2017 |
|                                                                 |
| Fuentes: Población 1993 y 2017                                  |